# Cmentarz Kyjski
Cmentarz Kyjski (cz. Kyjský hřbitov) – cmentarz położony w stolicy Czech w dzielnicy Praga 9 (Kyje) przy ulicy Broumarská.

## Historia
Cmentarz podzielony jest na trzy części, w centralnej części przy murze od strony wschodniej znajduje się kostnica. Północna część powstała w latach 40. XX wieku (jest tu pochowany architekt Karel Kouba), w południowej części zlokalizowano ogród pamięci. Pośrodku głównej alei znajduje się krzyż z Chrystusem na postumencie. Na cmentarzu znajdują się również cztery mogiły radzieckich żołnierzy poległych w czasie wyzwolenia Pragi w maju 1945 roku.